# Audi RSQ
Audi RSQ – supersamochód skonstruowany i opublikowany w 2004 r. przez niemiecką markę Audi. Typ nadwozia to 2-drzwiowe coupé. Pojazd skonstruowano na zamówienie do filmu „Ja, robot”. Do napędu użyto jednostki V10 5,0 l (5000 cm³) DOHC 40v/4v na cylinder, generującą moc maksymalną 618 KM. Prędkość maksymalna jest nieznana. Przyspieszenie 0-100 km/h wynosi 4,1 s. Napęd przenoszony jest na wszystkie koła poprzez 6-biegową manualną skrzynię biegów.

## Dane techniczne

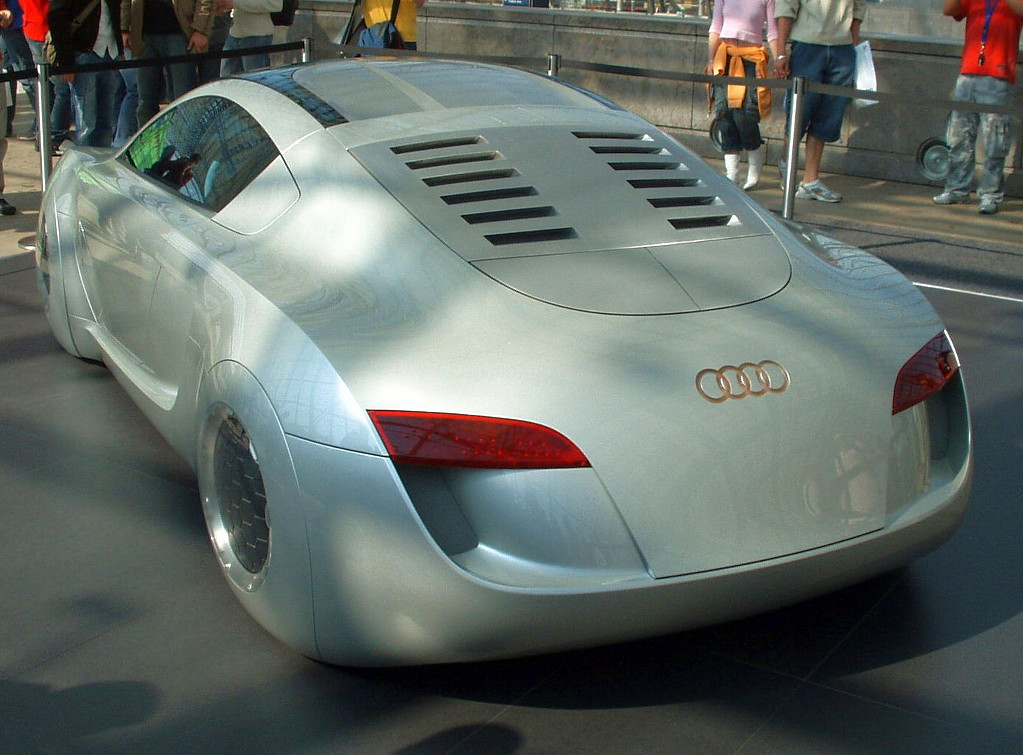
Tył i rury wydechowe silnika V10 Audi RSQ

### Silnik
- V10 5,0 l (5000 cm³) DOHC 40v/4v na cylinder
- Maksymalny moment obrotowy: 750 Nm
- Moc maksymalna: 618 KM

### Osiągi
- Prędkość maksymalna: b/d
- Przyspieszenie 0-100 km/h: 4,1 s

## Galeria obrazów

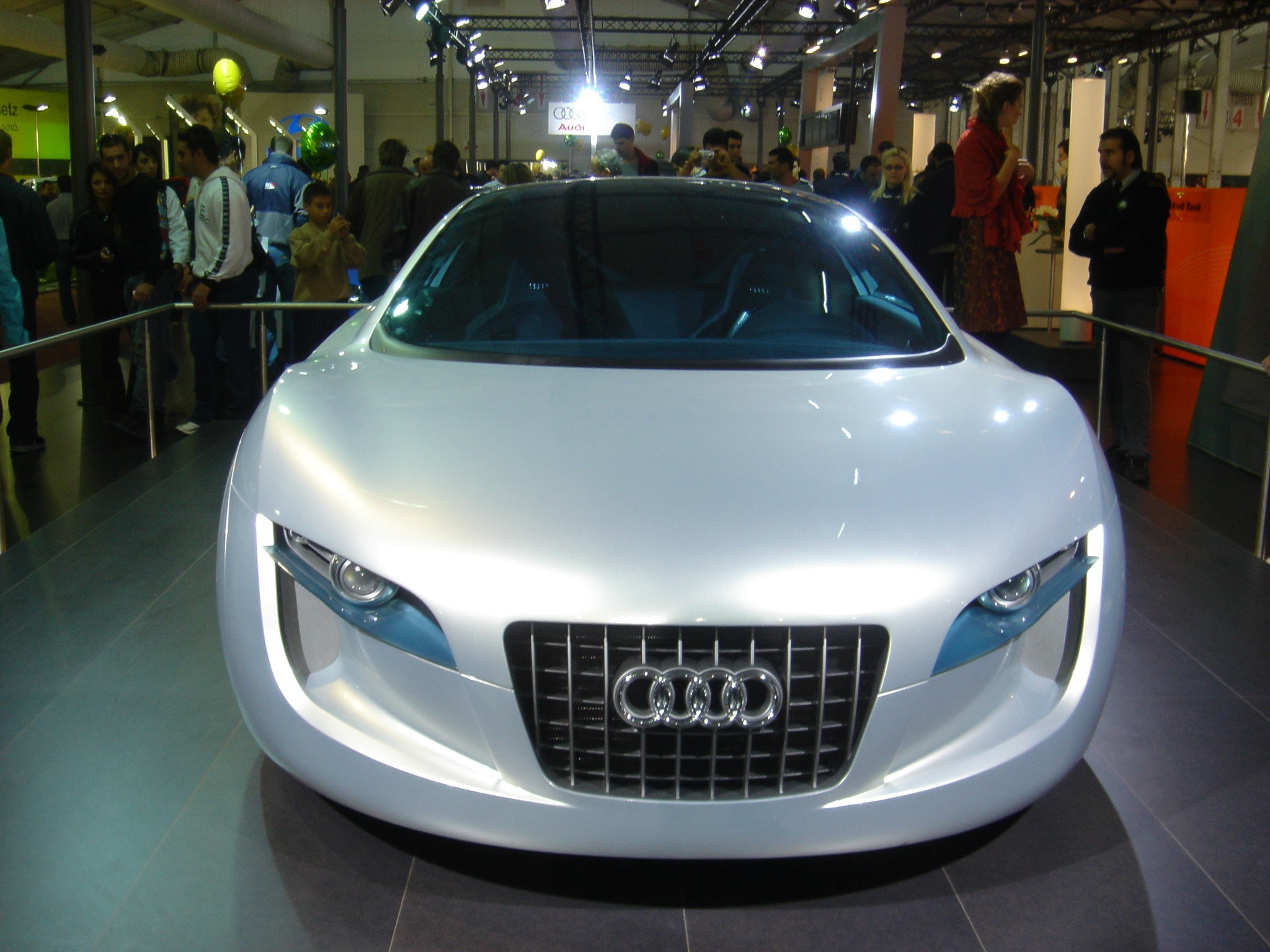
Przód Audi RSQ
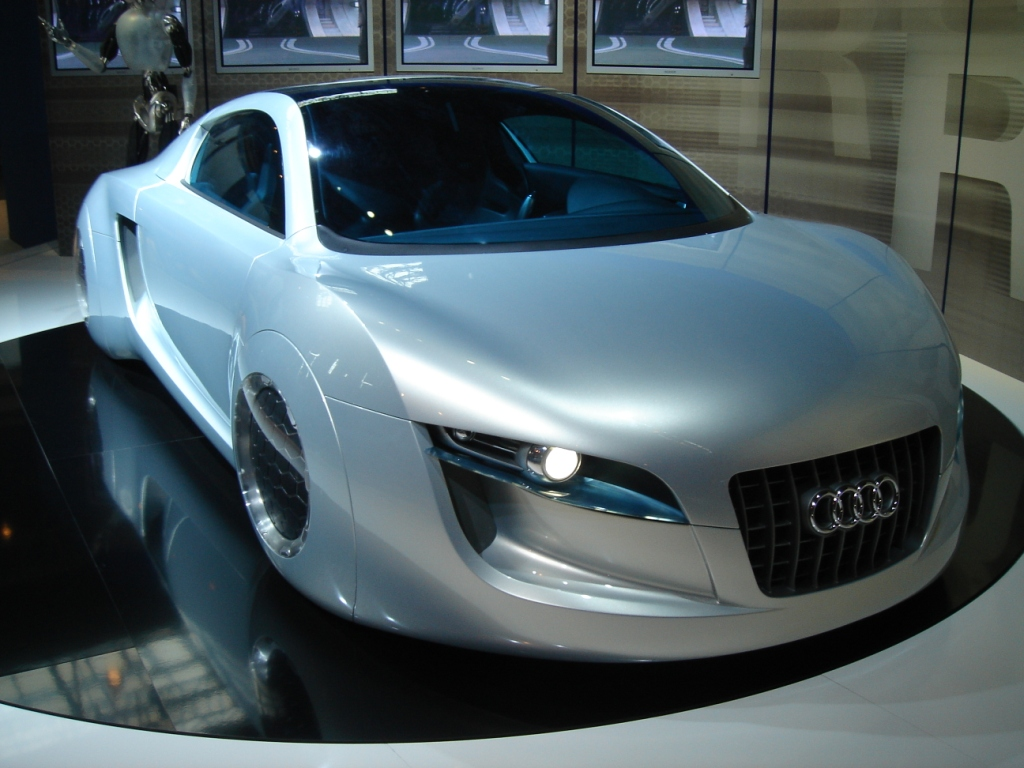
Audi RSQ
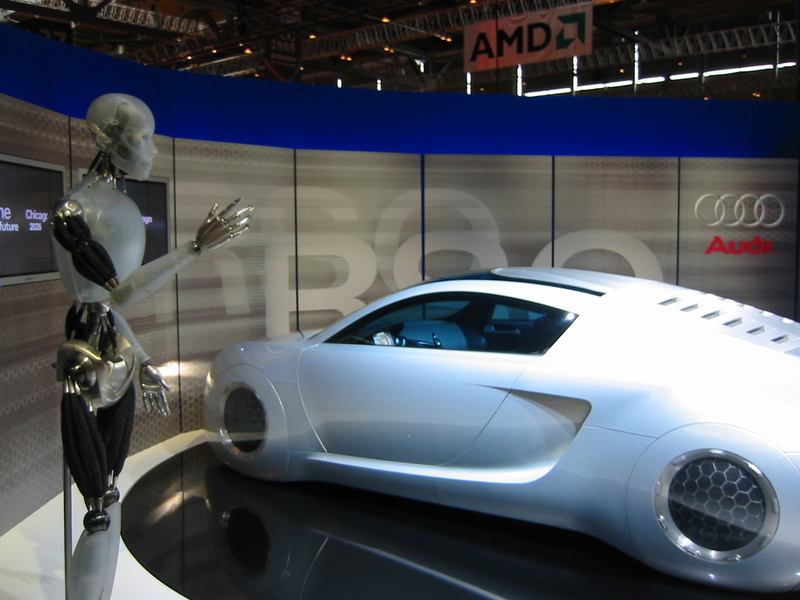
Pojazd przy modelu robota Sonny z filmu "Ja, robot"
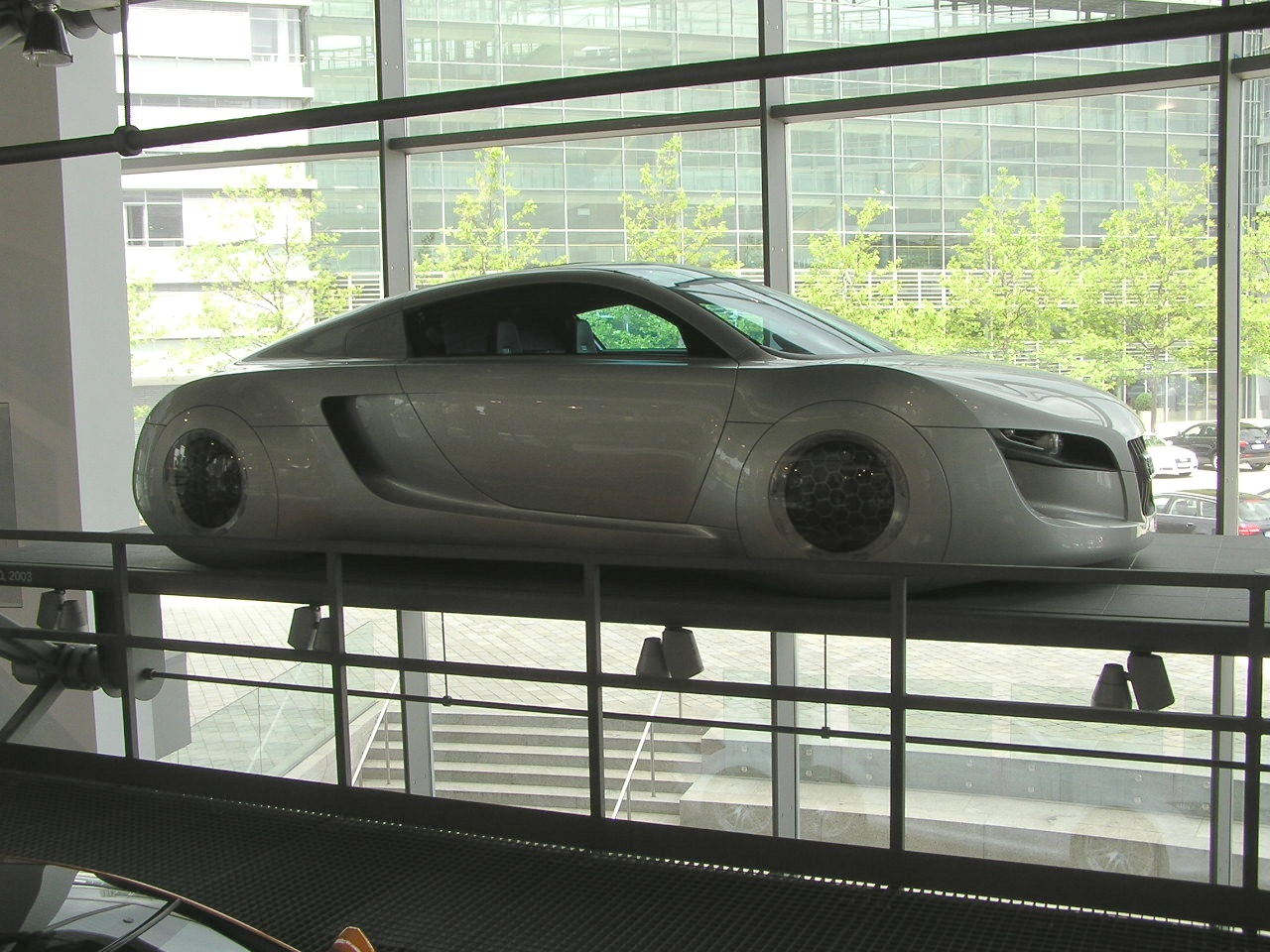
Bok pojazdu